# 大泊港駅
大泊港駅（おおどまりみなとえき）は、樺太大泊郡大泊町に存在した鉄道省樺太東線および樺太拓殖鉄道の駅であり、北海道稚内市とを結ぶ稚泊連絡船の発着駅であった。現在はロシア鉄道極東鉄道支社サハリン地域部の貨物専用駅ポールトコルサコフ駅（ст. Порт Корсаков）である。

## 歴史
1923年（大正12年）に稚泊連絡船が開設されたが、当時は連絡船は大泊港に接岸できず、沖合から小船で桟橋まで連絡、さらに旅客は大泊駅と桟橋の間を徒歩で連絡する必要があった。この不便を解消するため、大泊港に新たな桟橋を建設する計画が進められ、沖合に約1km張り出した形の新桟橋の完成と合わせてこの駅が開設された。稚内側の稚内桟橋駅と同じような性格の駅である。
- 1924年（大正13年）6月20日：当駅付近に大泊軽便軌道の栄町桟橋駅が設置され、当駅 - 大泊駅 - 古牧駅間の工事が完了。これに伴い貨物輸送を開始、当線での旅客輸送は1928年に開始されるも当駅は貨物専用駅であった。
- 1928年（昭和3年）12月5日：樺太庁鉄道東海岸線の駅が開業。
- 1940年（昭和15年）：自動車輸送との競合により樺太拓殖鉄道が運行休止[1]。
- 1942年（昭和17年）：王子製紙大泊工場への木材輸送のため樺太拓殖鉄道の貨物輸送が再開。
- 1943年（昭和18年）4月1日：南樺太の内地化により、鉄道省（国有鉄道）に編入。
- 1944年（昭和19年）1月：王子製紙大泊工場の操業中止に伴い樺太拓殖鉄道の貨物輸送休止（事実上の廃線）。
- 1945年（昭和20年）8月：ソ連軍が南樺太へ侵攻、占領し、駅も含め全線がソ連軍に接収される。
稚泊連絡船は1945年8月24日の宗谷丸が最終便となり連絡船がソ連に接収されることはなかった。
- 1946年（昭和21年）
  - 2月1日：日本の国有鉄道の駅としては、書類上廃止。
  - 4月1日：ソ連国鉄に編入。ロシア語の駅名は「ポールトコルサコフ」となっている。

## 運行状況
- 稚泊連絡船の出港に合わせて1日1往復運転されていた。
- 稚泊連絡船は稚内港8時30分発大泊港16時30分着、大泊港正午発稚内港20時着であった。

## 駅周辺
- 大泊港

## 隣の駅

### 日本統治時代
鉄道省樺太鉄道局
樺太東線
大泊港駅 - 栄町駅
樺太拓殖鉄道
大泊港駅 - 大泊駅

### 現在
ポールトコルサコフ駅 - ピャーチ・ウグロフ駅
　※旅客列車の運行無し。